# Beaucoup Fish
Beaucoup Fish – piąty album studyjny zespołu Underworld, wydany 1 marca 1999 roku jako CD oraz jako podwójny LP.
Doszedł do 3. miejsca na liście UK Albums Chart i do 1. na UK Independent Albums. Uzyskał certyfikat Złotej Płyty w Belgii, Holandii i Wielkiej Brytanii.

## Album

### Charakterystyka
Rejestrowanie materiału na nowy album zespół rozpoczął w 1998 roku. W połowie nagrywania udał się na tournée, w czasie którego prezentował na żywo nowy materiał, zmieniając niektóre utwory. Później, po powrocie do studia, muzycy przesłuchali ponownie taśmy dokonując ostatecznej korekty nagrań.
Karl Hyde stwierdził, iż zespół w pracę nad albumem włożył więcej wysiłku, niż kiedykolwiek przedtem:

Mamy trzy studia. Więc każdy z nas pracuje w jednym z nich. Zazwyczaj nagranie rozpoczyna Rick, który później przekazuje je dla mnie. Kiedy tylko zrobię swoje, przekazuję je Darrenowi. W tym sensie album ten odzwierciedla dokładniej nasze eklektyczne gusty.

Kontrakt nagraniowy zespół podpisał z wytwórnią Junior Boy’s Own.
Piąty studyjny album Underworld ukazał się na rynku po dużym sukcesie „Born Slippy. Nuxx”, kultowego utworu z filmu Trainspotting. Był najbardziej oczekiwanym albumem zespołu. Towarzyszyły mu entuzjastyczne recenzje. Pięć z zawartych na nim utworów ukazało się jako single: „Push Upstairs”, „Jumbo”, „King of Snake”, „Bruce Lee” oraz ulubiony przez fanów „Moaner”, który wcześniej pojawił się w filmie Batman i Robin. Do dziś (2017) album pozostaje najbardziej udanym albumem studyjnym Underworld, z ponad milionem sprzedanych egzemplarzy. 25 sierpnia 2017 ukazała się na rynku zremasterowana, poszerzona wersja albumu. Projekt graficzny okładki zrealizował zespół Tomato.
Na Beaucoup Fish zespół kontynuuje swoją indywidualną ścieżkę muzyczną, czerpiąc z dorobku takich twórców muzyki elektronicznej jak: Kraftwerk (pulsujący, hipnotyczny „Winjer”), Giorgia Morodera („King Of Snake”), Yello („Jumbo”) czy This Mortal Coil (minimalistyczna ballada „Skym”). Z kolei epicki, otwierający album „Cups” przywołuje na myśl jazzowy vocoder Herbiego Hancocka z lat 70., z miłym, zniekształconym wokalem.

### Lista utworów

#### CD
Lista według Discogs:
| 1.  | Cups                  | 11:45   |
|     |                       |         |
| 2.  | Push Upstairs         | 4:34    |
|     |                       |         |
| 3.  | Jumbo                 | 6:58    |
|     |                       |         |
| 4.  | Shudder/King Of Snake | 9:29    |
|     |                       |         |
| 5.  | Winjer                | 4:29    |
|     |                       |         |
| 6.  | Skym                  | 4:07    |
|     |                       |         |
| 7.  | Bruce Lee             | 4:42    |
|     |                       |         |
| 8.  | Kittens               | 7:30    |
|     |                       |         |
| 9.  | Push Downstairs       | 6:03    |
|     |                       |         |
| 10. | Something Like A Mama | 6:37    |
|     |                       |         |
| 11. | Moaner                | 7:32    |
|     |                       |         |
|     |                       | 1:13:46 |
|     |                       |         |

#### LP
Lista według Discogs:
| 1. | Cups          | 11:45 |
|    |               |       |
| 2. | Push Upstairs | 4:34  |
|    |               |       |
|    |               | 16:19 |
|    |               |       |

| 1. | Jumbo                 | 6:58  |
|    |                       |       |
| 2. | Shudder/King Of Snake | 9:29  |
|    |                       |       |
| 3. | Winjer                | 4:29  |
|    |                       |       |
|    |                       | 20:56 |
|    |                       |       |

| 1. | Skym      | 4:07  |
|    |           |       |
| 2. | Bruce Lee | 4:42  |
|    |           |       |
| 3. | Kittens   | 7:30  |
|    |           |       |
|    |           | 16:19 |
|    |           |       |

| 1. | Push Downstairs       | 6:03  |
|    |                       |       |
| 2. | Something Like A Mama | 6:37  |
|    |                       |       |
| 3. | Moaner                | 7:32  |
|    |                       |       |
|    |                       | 20:12 |
|    |                       |       |

#### 4CD Super Deluxe Edition (2017)
Lista według Discogs:
| 1-1.  | Cups                  | 11:45   |
|       |                       |         |
| 1-2.  | Push Upstairs         | 4:34    |
|       |                       |         |
| 1-3.  | Jumbo                 | 6:57    |
|       |                       |         |
| 1-4.  | Shudder/King Of Snake | 9:31    |
|       |                       |         |
| 1-5.  | Winjer                | 4:28    |
|       |                       |         |
| 1-6.  | Skym                  | 4:08    |
|       |                       |         |
| 1-7.  | Bruce Lee             | 4:42    |
|       |                       |         |
| 1-8.  | Kittens               | 7:31    |
|       |                       |         |
| 1-9.  | Push Downstairs       | 6:04    |
|       |                       |         |
| 1-10. | Something Like A Mama | 6:37    |
|       |                       |         |
| 1-11. | Moaner                | 7:43    |
|       |                       |         |
|       |                       | 1:14:00 |
|       |                       |         |

| 2-1.  | Nifter (5 A1317 Nov 97)                                  | 4:38    |
|       |                                                          |         |
| 2-2.  | Bruce Lee (Ricks 1st Dobro Mix)                          | 5:10    |
|       |                                                          |         |
| 2-3.  | UW Orange Bed (Sept97)                                   | 7:01    |
|       |                                                          |         |
| 2-4.  | Skym (A A1317 Nov 97)                                    | 4:54    |
|       |                                                          |         |
| 2-5.  | Jumbo (Diff Bass 2 A1317 Nov 97)                         | 7:49    |
|       |                                                          |         |
| 2-6.  | Push Upstairs (Alt 1 A1336 July 98)                      | 3:54    |
|       |                                                          |         |
| 2-7.  | King Of Snake (Garage Mix A1313 Set 97b)                 | 8:55    |
|       |                                                          |         |
| 2-8.  | Something Like A Mama (Alt Mix A1340 July 98 A Upstairs) | 10:10   |
|       |                                                          |         |
| 2-9.  | Please Help Me                                           | 7:35    |
|       |                                                          |         |
| 2-10. | Yeah Plan (From A1385)                                   | 4:11    |
|       |                                                          |         |
| 2-11. | Ramajama                                                 | 8:57    |
|       |                                                          |         |
|       |                                                          | 1:13:14 |
|       |                                                          |         |

| 3-1. | Cups (Salt City Orchestra Remix)   | 9:26    |
|      |                                    |         |
| 3-2. | Jumbo (Jedi's Sugar Hit Mix)       | 6:28    |
|      |                                    |         |
| 3-3. | Jumbo (Futureshock Vocal Mix)      | 8:08    |
|      |                                    |         |
| 3-4. | Push Upstairs (Darren Price Remix) | 7:02    |
|      |                                    |         |
| 3-5. | King Of Snake (Slam Remix)         | 7:28    |
|      |                                    |         |
| 3-6. | King Of Snake (Fatboy Slim Remix)  | 6:55    |
|      |                                    |         |
| 3-7. | King Of Snake (Dave Clarke Remix)  | 5:59    |
|      |                                    |         |
| 3-8. | Bruce Lee (Micronauts Remix)       | 8:56    |
|      |                                    |         |
| 3-9. | Bruce Lee (Buffalo Daughter Remix) | 4:21    |
|      |                                    |         |
|      |                                    | 1:04:43 |
|      |                                    |         |

| 4-1. | Bruce Lee (DJ Hype & DJ Zinc Vocal Mix)        | 6:41    |
|      |                                                |         |
| 4-2. | Bruce Lee (DJ Hype & DJ Zinc Instrumental Mix) | 6:33    |
|      |                                                |         |
| 4-3. | Bruce Lee (Futureshock Remix)                  | 8:11    |
|      |                                                |         |
| 4-4. | King Of Snake (Claudio Coccoluto Remix)        | 8:23    |
|      |                                                |         |
| 4-5. | King Of Snake (Martinez Remix)                 | 7:52    |
|      |                                                |         |
| 4-6. | King Of Snake (Dave Angel Remix)               | 6:54    |
|      |                                                |         |
| 4-7. | Jumbo (Rob Rives & Francois Kevorkian Dub)     | 8:20    |
|      |                                                |         |
| 4-8. | Push Upstairs (Roger S Narcotic Haze Dub)      | 6:43    |
|      |                                                |         |
| 4-9. | Push Upstairs (Adam Beyer Rmx 2)               | 4:44    |
|      |                                                |         |
|      |                                                | 1:04:21 |
|      |                                                |         |

## Odbiór

### Opinie krytyków

#### Oryginalny album
| Oceny łączne                      | Oceny łączne |
| Publikacja                        | Ocena        |
| --------------------------------- | ------------ |
| Album of the Year                 | 75/100       |
| Metacritic                        | 79/100       |
| Recenzje                          |              |
| Publikacja                        | Ocena        |
| AllMusic                          | [ 10 ]       |
| Entertainment Weekly              | A            |
| The Independent                   | [ a ] [ 12 ] |
| laut.de                           | [ 13 ]       |
| NME                               | 8/10         |
| NOW Magazine                      | [ b ] [ 15 ] |
| Pitchfork                         | 6.8/10       |
| Q                                 | [ 6 ]        |
| Rolling Stone                     | [ 7 ]        |
| The New Rolling Stone Album Guide | [ 17 ]       |
| Spin                              | 7/10         |
| Sputnikmusic                      | 5.0/5        |
| The Sydney Morning Herald         | [ 20 ]       |

Album otrzymał średnią ocenę 75 na 100 na podstawie 12 recenzji krytycznych w zestawieniu Album of the Year oraz 79 na 100 na podstawie 20 recenzji w podsumowaniu Metacritic.
Zdaniem Brenta DiCrescenzo z magazynu Pitchfork Beaucoup Fish to „mieszanka ambientowych, syntetycznych symfonii i dudniącego cyfrowego funku w proporcji pół na pół z domieszką rock and rolla. Beaucoup Fish odnosi największy sukces, kiedy naśladuje rock. W przeciwieństwie do innych grup techno, Underworld opiera się w dużej mierze na wokalu”. Jego zdaniem album nie robi wrażenia w dzień i na trzeźwo. Jest albumem „głęboko agorafobicznym, który domaga się atmosfery oświetlonych neonami ulic miasta. Underworld są po prostu fajni i seksowni. Są tak niewytłumaczalnie uzależniający jak moda, i tak samo niewytłumaczalnie jednorazowi. Ale czy to właśnie nie jest to, co sprawia, że ich lubimy?” – pyta na koniec.
Według Johna Mulveya z NME „piękno Beaucoup Fish polega na tym, że to, co niesamowicie mądre, wydaje się być najprostszą i najwyższą muzyką, jaką można sobie wyobrazić”. W porównaniu poprzednim albumem, Second Toughest In The Infants z 1996 roku, Beaucoup Fish „jest czystszy i mniej zagracony”. Poza trzeszczącym, breakbeatowym 'Bruce Lee' i 'Skym' (jedyny słaby punkt albumu) Beaucoup Fish to jego zdaniem „czysty, płynny flow, spięty bitami trance-techno, które nawiązują do klasycznego house z Detroit i wczesnych singli zespołu, takich jak 'Cowgirl' i 'Spikee'. W 'Shudder/King Of Snake' słyszalne są wpływy Giorgia Morodera ('I Feel Love'). Z kolei 'Moaner' jest niemal przytłaczający: mroczny, długi i coraz mocniej wyrywający się do kulminacji za kulminacją, z Karlem Hyde’em bawiącym się w skojarzenia słowne na temat miast i chłopców. Beaucoup Fish to futurystyczna płyta, która brzmi orzeźwiająco staroświecko”.
Wysoko ocenił album Alexander Cordas z magazynu laut.de dając mu maksymalną notę 5 gwiazdek. Zastanawia się jedynie czy „[muzycy] powinni byli trochę bardziej poeksperymentować, zamiast miesiącami majstrować przy kostiumie dźwiękowym płyty, ale kto może powiedzieć "nie" zespołowi, który wyprodukował trzy świetne płyty z rzędu?”. Zauważył zarazem, iż „panowie Hyde, Smith i Emerson z łatwością radzą sobie z podnoszeniem napięcia na wysokość Mount Everest”.
Według Gavina Millera z Drowned in Sound Beaucoup Fish „jest prawie podzielony na trzy części (techno, ambient, wolna amerykanka) i sprawia wrażenie prog-rockowego concept albumu: początek to techno jakim jest pulsujący 'Cups', następnie senny, rytmiczny 'Jumbo', po nim bezlitosny 'Push Upstairs' i kolejno: radosny, festiwalowy 'King Of Snake', potulny 'Winjer', melancholijny 'Skym', osobliwy 'Bruce Lee' i masywny 'Kittens', dalej 'Push Downstairs', kokieteryjny 'Something Like A Mama' i na zakończenie 'Moaner' – imprezowa atrakcja w tempie 1000 uderzeń na minutę. Beaucoup Fish „to jak unowocześniony Autobahn w wykonaniu unowocześnionego Kraftwerk – refleksja nad banalnością i pięknem współczesnego życia, zsyntetyzowana w albumie techno…”.
Zdaniem Jona Casimira z The Sydney Morning Herald na Beaucoup Fish zespół porzucił spójny nastrój poprzednich albumów na rzecz pomysłów w stylu szwedzkiego stołu.
Nieco odmienne zdanie wyraził John Bush z AllMusic. Według niego Beaucoup Fish to „płyta rozczarowująca w porównaniu z poprzednimi albumami zespołu”, jednak dobrze dokumentująca jego talent w łączeniu niezrozumiałych piosenek w ramach techno i sprawianiu, że „obie te rzeczy brzmią doskonale”. Członkowie zespołu skupili się na odchodzących w przeszłość gatunkach acid house i trance. Plusem albumu jest „nieskazitelna produkcja”.
„Biorąc pod uwagę, że muzycy Underworld uważają się za pionierów w dziedzinie techno, Beaucoup Fish ma niepokojący zapach wczorajszego połowu” – twierdzi Tim Perlich z NOW Magazine dodając: „Wystarczająco złe jest to, że kradną od Giorgio Morodera”.

To był najbardziej poszukiwany album dance od czasów The Prodigy.

#### 4CD Super Deluxe Edition (2017)
| Recenzje             | Recenzje |
| Publikacja           | Ocena    |
| -------------------- | -------- |
| laut.de              | [ 22 ]   |
| The Line of Best Fit | 7.5/10   |
| Louder Than War      | 8.5/10   |
| Pitchfork            | 7.4/10   |
| PopMatters           | 9/10     |

Dodatki na rozszerzonej, czteropłytowej edycji to głównie alternatywne ujęcia i remiksy DJ-skie. Zdaniem Philipa Sherburne’a z magazynu Pitchfork te ostatnie „interesują głównie kolekcjonerów. O ile nie jesteś pracującym DJ-em drum 'n' bassowym, prawdopodobnie nie potrzebujesz zarówno wokalnego miksu, jak i instrumentalnej przeróbki "Bruce Lee" w wykonaniu DJ Hype & DJ Zinc. Alternatywne ujęcia nie są dużo bardziej istotne, ale oferują intrygujące spojrzenie na dowolną liczbę możliwych albumów, którymi mógłby się stać Beaucoup Fish”.
Na remiksy zwraca również uwagę Mike Schiller z PopMatters. Oba zawierające je dyski nazywa „bajecznie ociężałymi” dając jako przykład licznie powtarzane wersje: 6 „King of Snake” i 5 „Bruce Lee”, zajmujące w sumie ponad połowę czasu trwania obu dysków. Za wyróżniające się utwory uważa „Cups” w wersji Salt City Orchestra oraz „King of Snake” w wersji Fatboy Slim. Natomiast oceniając album Beaucup Fish uważa, że dzięki swojemu zróżnicowaniu zachowuje on nadal świeżość.
Według Chrisa Todda z The Line of Best Fit: „dodatkowe płyty CD to głównie wariacje oryginalnych utworów lub remiksy autorstwa Salt City Orchestra, bogów techno Dave’a Clarke'a i Adama Beyera, którzy wyróżniają się w swojej pracy remiksowej, ale te dodatkowe płyty CD nie pozwolą wam dowiedzieć się czegoś nowego o oryginalnej wersji. Beaucoup Fish to mocny album, ale brakuje mu precyzji i skupienia, jak na poprzednich dwóch płytach. Jednakże stał się jedynym albumem Underworld w pierwszej trójce na brytyjskiej liście przebojów, i słuchając go teraz, łatwo jest zrozumieć dlaczego. Po odejściu Darrena Emersona z zespołu krótko po wydaniu płyty, Hyde wraz z Rickiem Smithem wydali trzy nierówne albumy jako duet”.
„Ta reedycja zawiera trzy całe dyski z dodatkami, z których drugi jest szczególnie warty uwagi, ponieważ zawiera niepublikowane nagrania z sesji nagraniowych” – uważa Simon Tucker z Louder Than War uzasadniając: „„Nifter” ukazuje zespół wkraczający na terytorium Depeche Mode, podczas gdy „King of Snake” w remiksie Garage Mix jest wspaniały i nie ustępuje ostatecznie wydanej wersji. Dysk trzeci i czwarty zawiera całą masę remiksów, wśród których wyróżniają się wersje „Bruce Lee” autorstwa DJ Hype’a i DJ Zinc’a, którym udało się zmienić oryginał w coś, co ekscytuje i wzbogaca”.
Z uznaniem powitał wydanie edycji kolekcjonerskiej albumu również Michael Schuh z magazynu laut.de. Zwrócił uwage nie tylko na oryginalny album, odrzuty studyjne i remiksy, ale również na „elegancką książką w twardej oprawie w rozmiarze LP z esejem Johna Savage’a i licznymi grafikami autorstwa projektanta, Tomato”. Ocenił to posunięcie jako „bardzo trafne, ponieważ Underworld od samego początku realizował ogólną koncepcję audiowizualną”.

### Listy tygodniowe
| Kraj              | Lista                      | Pozycja |
| ----------------- | -------------------------- | ------- |
| Australia         | Australian Charts          | 7       |
| Austria           | Austrian Charts            | 36      |
| Belgia            | Ultratop (Flandria)        | 2       |
| Belgia            | Ultratop (Walonia)         | 40      |
| Francja           | Les Charts                 | 34      |
| Holandia          | Dutch Album Top 100        | 22      |
| Niemcy            | Offizielle Deutsche Charts | 22      |
| Norwegia          | VG-lista                   | 14      |
| Nowa Zelandia     | New Zealand Charts         | 7       |
| Stany Zjednoczone | Billboard 200              | 93      |
| Szkocja           | Scottish Albums Chart      | 7       |
| Szwecja           | Swedish Charts             | 22      |
| Szwajcaria        | Schweizer Hitparade        | 46      |
| Wielka Brytania   | UK Albums Chart            | 3       |
| Wielka Brytania   | UK Independent Albums      | 1       |

| Kraj            | Lista           | Pozycja |
| --------------- | --------------- | ------- |
| Wielka Brytania | UK Dance Albums | 30      |

### Certyfikaty i sprzedaż
- Belgia (BEA): złota płyta (24 marca 2007)[43]
- Holandia (NVPI): złota płyta (2000)[44]
- Wielka Brytania (BPI): złota płyta (26 lutego 1999)[45].
- Według międzynarodowego oddziału VR w Londynie album został sprzedany w Wielkiej Brytanii w liczbie 121 tysięcy egzemplarzy w pierwszym tygodniu wydania; w Japonii w pierwszym tygodniu wydania (20 lutego 1999) osiągnięto 46 tysięcy[46].